# Kleiner Branicki-Palast (Nowy Świat)
Der Branicki-Palast (auch Kleiner Branicki-Palast genannt; polnisch: Pałac Branickich bzw. Pałac Branickich Mniejszy) in der Nowy Świat 67 in Warschaus Innenstadtdistrikt existiert nicht mehr. Er beherbergte bis zu seiner Zerstörung im Zweiten Weltkrieg die Zentralkommandantur der Polnischen Staatspolizei (polnisch: Komenda Główna Policji Państwowej).

## Geschichte
Der kleine Palast wurde im Jahr 1744 von der Magnatenfamilie Branicki auf dem südlichen Teil des Grundstücks eines größeren Branicki-Palastes errichtet. In Abgrenzung zu diesem wurde das neue Gebäude als „Kleiner Branicki-Palast“ (polnisch: Pałac Branickich Mniejszy) bezeichnet. Bereits 1780 wurde das Gebäude umgebaut und erhielt unter Simon Gottlieb Zug eine klassizistische Fassade. Im Hof entstand eine dorische Kolonnade.
Um 1819 erwarb Anna Sapieha (auch: Sapieżyna), die Mitbegründerin der Warschauer Wohltätigkeitsgesellschaft (polnisch: Warszawskie Towarzystwo Dobroczynności), das Anwesen. Der Palast wurde nun in verschiedene Wohnungen aufgeteilt und vermietet. In den 1830er Jahren wurde Andrzej Artur Zamoyski Eigentümer des Gebäudes. Im Rahmen der Errichtung des Zamoyski-Palastes in den Jahren 1843 bis 1846 auf dem ostwärtigen Teil des Grundstücks wurde vermutlich auch der kleine Palast von Henryk Marconi erneut umgebaut.
In der Zwischenkriegszeit befand sich im zweigeschossigen Palast der Sitz der Kommandantur der Staatspolizei (Policja Państwowa). Im Krieg wurde der Palast zerstört und später nicht wieder errichtet.